# Heber Oliveira
Heber Oliveira (nacido el 11 de marzo de 1983) es un futbolista brasileño que se desempeña como delantero.

## Trayectoria

### Clubes
| Club                | País   | Año         |
| ------------------- | ------ | ----------- |
| Figueirense         | Brasil | 2001 - 2004 |
| FC Tokyo            | Japón  | 2002        |
| Palmeiras           | Brasil | 2005        |
| Rio Branco          | Brasil | 2007        |
| Santa Cruz          | Brasil | 2007        |
| União São João      | Brasil | 2008        |
| Guaratinguetá       | Brasil | 2008        |
| CRB                 | Brasil | 2009        |
| Cabofriense         | Brasil | 2009 - 2010 |
| Trindade            | Brasil | 2010        |
| Concórdia           | Brasil | 2011        |
| Sport Barueri       | Brasil | 2011        |
| Associação Botafogo | Brasil | 2012        |